# NGC 1164
NGC 1164 é uma galáxia espiral barrada (SBab) localizada na direcção da constelação de Perseus. Possui uma declinação de +42° 35' 08" e uma ascensão recta de 3 horas, 01 minutos e 59,8 segundos.
A galáxia NGC 1164 foi descoberta em 18 de Setembro de 1828 por John Herschel.